# Picnomon acarna
Picnomon acarna é uma espécie de planta com flor pertencente à família Asteraceae. 
A autoridade científica da espécie é (L.) Cass., tendo sido publicada em Dictionnaire des Sciences Naturelles 40 1862.

## Portugal
Trata-se de uma espécie presente no território português, nomeadamente em Portugal Continental.
Em termos de naturalidade é nativa da região atrás indicada.

## Protecção
Não se encontra protegida por legislação portuguesa ou da Comunidade Europeia.